# Эстев, Морис
Морис Эстев (фр. Maurice Estève; 2 мая 1904, Кюлан, департамент Шер — 21 июня 2001, там же) — французский художник Парижской школы.

## Биография и творчество
В 1913 вместе с семьей приехал в Париж. Был потрясен Лувром, в особенности картинами Уччелло (Битва при Сан-Романо), Курбе, Делакруа, Шардена.
Начал самостоятельно рисовать в 1915 году. Работал в типографии, в мастерской меблировщика, по вечерам учился рисунку. В 1919 открыл для себя Сезанна. В 1923 году работал в Барселоне в мастерской рисунка по тканям. Вернувшись в Париж, поступил в частную академию Коларосси. В 1927 испытал влияние сюрреализма, прежде всего — живописи Джорджо де Кирико. Первая выставка работ Эстева состоялась в 1930 году. Он увлёкся кино и сценографией. Во второй половине 1930-х, под воздействием событий гражданской войны в Испании, прошёл через период увлечения экспрессионизмом. По предложению Брака в 1936 участвовал в групповой выставке в Стокгольме вместе с Матиссом, Пикассо, Грисом и Леже. В 1937 работал на Парижской всемирной выставке, вместе с Робером и Соней Делоне оформив павильоны авиации и железнодорожного сообщения.
С началом войны был призван в армию, демобилизован в августе 1940. В 1942—1943 годах несколько раз выставлялся вместе с Базеном, Гиша, Манесье, Лё Моалем. В 1942—1949 был связан договором с парижской галереей Луи Карре; в 1945 здесь прошла большая выставка Базен, Эстев, Лапик, вступительные статьи к её каталогу написали соответственно поэты Андре Френо, Жан Лескюр и Жан Тардьё. В 1956 монографию об Эстеве выпустил Пьер Франкастель.
Участвовал в кассельской documenta (1959). Параллельно живописи занимался графикой, витражным и гобеленным искусством. В 1995 вернулся в родной Кюлан, где и умер.

## Признание
Большая Национальная художественная премия (1970). В 1986 почта Франции выпустила пятифранковую марку с репродукцией одной из работ Эстева Skibet (1979). В Бурже открыт музей художника (1987), в 1989 и 1997 его коллекция была значительно пополнена.